# ستيفن فوكس (كاتب)
ستيفن فوكس (بالإنجليزية: Stephen Fox)‏ هو كاتب أمريكي، ولد في 1938.